# Nikolaus Plump
Nikolaus Plump (* 9. August 1923 in Berlin-Wilmersdorf; † 26. Juli 1980 in Stuttgart) war ein deutscher Grafiker, Zeichner und Illustrator.

## Leben
Nikolaus Plump stammte aus einem Elternhaus, in dem bereits seine Eltern künstlerisch tätig waren. Er ist Neffe der Künstlerin Agnes Sander-Plump.
Nikolaus Plump studierte ab 1940 zunächst vier Semester an Universität der Künste Berlin (Malklasse des Illustrators Gerhard Ulrich). Nach einer dreijährigen Zwangspause als Soldat war er drei Semester an der Akademie der Bildenden Künste München (Malklasse Willi Geiger), sowie zwei weitere an der Bauhaus-Universität Weimar (damals Staatlichen Hochschule für Baukunst und bildende Künste in Weimar, Malklasse Fritz Dähn).
Nach dem Zweiten Weltkrieg lebte Nikolaus Plump zunächst eine Zeit lang in Sommerhausen am Main, da es im zerbombten Berlin keine Wohnmöglichkeiten gab. Nach dem Studium in Weimar arbeitete er ein Jahr in Sommerhausen, bevor er mit seiner Frau Ende 1949 nach Stuttgart umsiedelte.
Seine künstlerische Laufbahn begann dort mit ersten Illustrationen für Zeitschriften, und schon bald folgten Aufträge für Buchillustrationen. Ab 1951 arbeitete er als selbständiger Illustrator und Werbegrafiker. In den 1950er- und 1960er-Jahren entstanden die meisten seiner Werke. Bekannt wurden insbesondere seine zahlreichen Buchumschläge für die Jugendromane von Enid Blyton wie Fünf Freunde, Die Schwarze 7 und Rätsel um.... Auch seine Illustrationen zu Märchenbüchern erfreuten sich großer Beliebtheit, dazu gehören Grimms Märchen, Schildbürger, Der Rabe und der Fuchs, Der Riesenstuhl und Wickie und die starken Männer.
Über die Jahre wurde Nikolaus Plump mit insgesamt elf Werken in die Auswahl für den Deutschen Jugendliteraturpreis aufgenommen.
Neben seiner Tätigkeit als Illustrator gab er Zeichenunterricht an der Staatlichen Akademie der Bildenden Künste Stuttgart und war Dozent an der Hochschule für Gestaltung Schwäbisch Gmünd. Einer seiner Schüler war der Künstler Alfred Bast.

## Werke
Ein Großteil der Originalillustrationen befinden sich seit den 1980er Jahren im Bilderbuchmuseum der Stadt Troisdorf.

## Belege
1. ↑  Nikolaus Plump. In: jugendliteratur.org. Arbeitskreis für Jugendliteratur e.V., abgerufen am 6. Dezember 2020.
2. ↑  Bearbeitet von Michael Mahr: Ausstellung zum 100. Geburtstag von Nikolaus Plump im Rathaus von Sommerhausen. In: mainpost.de. 20. Oktober 2023, abgerufen am 2. März 2024.
3. ↑   https://cyranos.ch/plump01.htm
4. ↑  Sammlung Nikolaus Plump. In: Stadt Troidsorf. Stadt Troisdorf, abgerufen am 16. Juli 2023.

| Personendaten    | Personendaten                                |
| ---------------- | -------------------------------------------- |
| NAME             | Plump, Nikolaus                              |
| KURZBESCHREIBUNG | deutscher Grafiker, Zeichner und Illustrator |
| GEBURTSDATUM     | 9. August 1923                               |
| GEBURTSORT       | Berlin-Wilmersdorf                           |
| STERBEDATUM      | 26. Juli 1980                                |
| STERBEORT        | Stuttgart                                    |